# Pistoria
Pistoria is een geslacht van vlinders uit de familie van de Lycaenidae, de kleine pages, vuurvlinders en blauwtjes. De wetenschappelijke naam en de beschrijving van dit geslacht werden voor het eerst in 1964 gepubliceerd door Francis Hemming.
Dit geslacht is monotypisch, dat wil zeggen dat het maar één soort heeft namelijk Pistoria nigropunctata Bethune-Baker, 1908 uit Papoea-Nieuw-Guinea.